# Elisha Cook, Jr.
Elisha Cook, Jr. (São Francisco, Califórnia, 26 de dezembro de 1903 - Big Pine, Califórnia, 18 de maio de 1995) foi um ator norte-americano que se notabilizou por interpretar fracassados vivendo no fio da navalha.

## Vida e carreira
Filho de farmacêutico, Cook estreou no teatro aos 14 anos. Contracenou com Ethel Barrymore na peça Kingdom of God, viajou com sua companhia para Londres, trabalhou em espetáculos de variedades e fez sucesso com Ah, Wilderness! ("A Juventude Não É Tudo", no Brasil), de Eugene O'Neill. Estreou no cinema em 1930 com a transposição para as telas de Her Unborn Child, um de seus sucessos nos palcos. Entretanto, somente seis anos depois passou a dedicar-se aos filmes em tempo integral.
Após papéis de colegiais em filmes inexpressivos, Cook foi descoberto pelos estúdios e tornou-se um dos atores secundários mais facilmente reconhecíveis pelo público, e um dos prediletos da crítica. Baixote, franzino, cara de infeliz, olhar desconfiado e assustado, nervoso, covarde, encrenqueiro, sádico e neurótico, Cook quase sempre era humilhado, hostilizado, vitimizado, surrado, traído e morto. Seu papel mais importante talvez tenha sido o de Wilmer Cook, o gângster engomadinho que tenta amedrontar Humphrey Bogart em Relíquia Macabra (The Maltese Falcon, 1941), mas brilhou também em A Dama Fantasma (The Phantom Lady, 1944), À Beira do Abismo (The Big Sleep, 1946), Nascido para Matar (Born to Kill, 1947), Almas Desesperadas (Don't Bother to Knock, 1952), Os Brutos Também Amam (Shane, 1953) e O Grande Golpe (The Killing, 1956). Cook frequentemente morria de forma violenta: estrangulado em A Dama Fantasma, abatido friamente a tiros por Jack Palance em cena clássica de Os Brutos Também Amam, envenenado em À Beira do Abismo, esfaqueado em O Negócio É Dar no Pé (The Black Bird, 1975) etc.
Cook continuou a atuar esparsamente no teatro e apareceu na televisão como convidado em diversas séries, mas permaneceu fiel ao cinema até à década de 1980. Passou os últimos anos vivendo próximo ao deserto, em Bishop, Califórnia. Casou-se duas vezes, em 1929 com Mary Lou Cook, de quem se divorciou em 1942, e em 1943 com Peggy McKenna, com quem permaneceu até sua morte, em 1995, vítima de derrame cerebral. Não deixou filhos.

## Filmografia
| Ano  | Nome original                       | Nome PT/BR                     | Nome PT/PT    | Notas                            |
| ---- | ----------------------------------- | ------------------------------ | ------------- | -------------------------------- |
| 1930 | Her Unborn Child                    |                                |               |                                  |
| 1936 | Two in a Crowd                      | Dois Entre Mil                 |               |                                  |
| 1936 | Pigskin Parade                      | Loucuras de Estudantes         |               |                                  |
| 1937 | Bullets or Ballots                  | Balas ou Votos                 |               |                                  |
| 1937 | Thoroughbreds Don't Cry             | O Menino do Ouro               |               |                                  |
| 1937 | They Won't Forget                   | Esquecer, Nunca                |               |                                  |
| 1937 | Breezing Home                       | Diversões de Reis              |               |                                  |
| 1937 | Wife, Doctor and Nurse              | Esposa, Médica e Enfermeira    |               |                                  |
| 1937 | Love Is News                        | Quem Ama... Castiga            |               |                                  |
| 1937 | Danger - Love at Work               | Quando o Amor Trabalha         |               |                                  |
| 1937 | Life Begins in College              | Os Três Magos da Alegria       |               |                                  |
| 1937 | The Devil Is Driving                |                                |               |                                  |
| 1938 | Submarine Patrol                    | Patrulha Submarina             |               |                                  |
| 1938 | My Lucky Star                       | Minha Boa Estrela              |               |                                  |
| 1939 | Newsboy's Home                      |                                |               |                                  |
| 1939 | Grand Jury Secrets                  |                                |               |                                  |
| 1940 | Public Deb No. 1                    | A Milionária e o Garçom        |               |                                  |
| 1940 | He Married His Wife                 | Ele Casou Sua Mulher           |               |                                  |
| 1940 | Stranger on the Third Floor         |                                |               |                                  |
| 1940 | Tin Pan Alley                       | A Vida É Uma Canção            |               |                                  |
| 1941 | The Maltese Falcon                  | Relíquia Macabra               |               | PT/BR: ou "O Falcão Maltês"      |
| 1941 | Love Crazy                          | Meu Querido Maluco             |               |                                  |
| 1941 | I Wake Up Screaming                 | Quem Matou Vicky?              |               |                                  |
| 1941 | Ball of Fire                        | Bola de Fogo                   |               |                                  |
| 1941 | Sergeant York                       | Sargento York                  |               |                                  |
| 1941 | Hellzapoppin'                       | Pandemônio                     |               |                                  |
| 1941 | Man at Large                        |                                |               |                                  |
| 1942 | A-Haunting We Will Go               | Dois Fantasmas Vivos           |               |                                  |
| 1942 | In This Our Life                    | Nascida Para o Mal             |               |                                  |
| 1942 | A Gentleman at Heart                | Um Blefe Formidável            |               |                                  |
| 1942 | Manilla Calling                     | Fala, Manila                   |               |                                  |
| 1942 | Sleepytime Girl                     |                                |               |                                  |
| 1944 | Dark Waters                         | Águas Tenebrosas               |               |                                  |
| 1944 | Dillinger (filme)                   | Dillinger                      |               |                                  |
| 1944 | Phantom Lady                        | A Dama Fantasma                |               |                                  |
| 1944 | Dark Mountain                       |                                |               |                                  |
| 1944 | Up in Arms                          | Sonhando de Olhos Abertos      |               |                                  |
| 1945 | Why Girls Leave Home                |                                |               |                                  |
| 1946 | The Big Sleep                       | À Beira do Abismo              |               |                                  |
| 1946 | Blonde Alibi                        |                                |               |                                  |
| 1946 | Cinderella Jones                    |                                |               |                                  |
| 1946 | The Falcon's Alibi                  | O Álibi do Falcão              |               | Série Falcon (PT/BR: O Falcão)   |
| 1946 | Two Smart People                    | Algemas Para Dois              |               |                                  |
| 1946 | Joe Palooka, Champ                  | Joe Sopapo, Campeão            |               |                                  |
| 1947 | The Gangster                        | O Gângster                     |               |                                  |
| 1947 | Born to Kill                        | Nascido Para Matar             |               |                                  |
| 1947 | The Long Night                      | Noite Eterna                   |               |                                  |
| 1947 | Fall Guy                            | Extorsão                       |               |                                  |
| 1949 | Flaxy Martin                        |                                |               |                                  |
| 1949 | The Great Gatsby                    | Até o Céu Tem Limites          | Cruel Mentira |                                  |
| 1951 | Behave Yourself                     | Temido e Desejado              |               |                                  |
| 1952 | Don't Bother to Knock               | Almas Desesperadas             |               |                                  |
| 1953 | Shane                               | Os Brutos Também Amam          |               |                                  |
| 1953 | Thunder Over the Plains             | Torrentes de Vingança          |               |                                  |
| 1954 | The Outlaw's Daughter               | Bandoleira por Vingança        |               |                                  |
| 1954 | Drum Beat                           | Rajadas de Ódio                |               |                                  |
| 1955 | Trial                               | A Fúria dos Justos             |               |                                  |
| 1955 | Timberjack                          | Os Tiranos Também Morrem       |               |                                  |
| 1955 | The Indian Fighter                  | A Um Passo da Morte            |               |                                  |
| 1956 | The Killing                         | O Grande Golpe                 |               |                                  |
| 1956 | Accused of Murder                   | Marcado Para a Morte           |               |                                  |
| 1957 | Voodoo Island                       | A Ilha do Terror               |               |                                  |
| 1957 | The Lonely Man                      | O Bandoleiro Solitário         |               |                                  |
| 1957 | Baby Face Nelson                    | O Assassino Público No. 1      |               |                                  |
| 1957 | Plunder Road                        | Os Salteadores de Estradas     |               |                                  |
| 1957 | Chicago Confidential                | A Capital do Crime             |               |                                  |
| 1959 | Day of the Outlaw                   | A Quadrilha Maldita            |               |                                  |
| 1959 | House on Haunted Hill (1959)        | A Casa dos Maus Espíritos      |               |                                  |
| 1960 | College Confidential                | Intimidades Conjugais          |               |                                  |
| 1960 | Platinum High School                | A Ilha das Víboras             |               |                                  |
| 1961 | One-Eyed Jacks                      | A Face Oculta                  |               |                                  |
| 1963 | Black Zoo                           | Feras Sanguinárias             |               |                                  |
| 1963 | Papa's Delicate Condition           | O Estado Interessante do Papai |               |                                  |
| 1963 | The Haunted Palace                  | O Castelo Assombrado           |               |                                  |
| 1963 | Johnny Cool                         | Mensageiro da Vingança         |               |                                  |
| 1964 | The Glass Cage                      |                                |               |                                  |
| 1964 | Blood on the Arrow                  | Sangue nas Flechas             |               |                                  |
| 1966 | The Spy in the Green Hat            | O Espião de Chapéu Verde       |               |                                  |
| 1967 | Welcome to Hard Times               | O Homem com a Morte nos Olhos  |               |                                  |
| 1968 | Rosemary's Baby                     | O Bebê de Rosemary             |               |                                  |
| 1969 | The Great Train Robbery (1969)      | O Grande Roubo de Trem         |               |                                  |
| 1970 | El Condor                           | El Condor                      |               |                                  |
| 1970 | Night Chase                         | A Caçada Noturna               |               | TV                               |
| 1970 | The Movie Murderer                  |                                |               | TV                               |
| 1971 | The Night Stalker                   | Pânico e Morte na Cidade       |               | TV                               |
| 1972 | The Great Northfield Minnesota Raid | Sem Lei e Sem Esperança        |               |                                  |
| 1972 | Blacula                             |                                |               |                                  |
| 1973 | Pat Garrett and Billy the Kid       | Pat Garrett e Billy the Kid    |               |                                  |
| 1973 | The Emperor of the North Pole       | O Imperador do Norte           |               |                                  |
| 1973 | The Outfit                          | A Quadrilha                    |               |                                  |
| 1973 | Electra Glide in Blue               | Asfalto Violento               |               |                                  |
| 1975 | Winterhawk                          |                                |               |                                  |
| 1975 | The Black Bird                      | O Negócio É Dar no Pé          |               |                                  |
| 1976 | St. Ives                            | 5 Dias de Conspiração          |               |                                  |
| 1977 | Mad Bull                            | Touro Maluco                   |               | TV                               |
| 1977 | Dead of the Night                   | Os Mistérios da Noite          |               | TV; PT/BR: ou A Solidão da Noite |
| 1979 | The Champ                           | O Campeão                      |               |                                  |
| 1979 | 1941                                | 1941                           |               |                                  |
| 1980 | Carny                               | O Circo da Morte               |               |                                  |
| 1980 | Tom Horn                            | Tom Horn                       |               |                                  |
| 1981 | Harry's War                         |                                |               |                                  |
| 1981 | Leave 'em Laughing                  | Sorria Sempre                  |               | TV                               |
| 1982 | Hammett                             | Hammett, O Falcão Maltês       |               |                                  |
| 1983 | This Girl for Hire                  |                                |               | TV                               |
| 1984 | It Came Upon the Midnight Clear     |                                |               | TV                               |
| 1987 | The Man Who Broke 1,000 Chains      | Mil Elos, O Preço da Liberdade |               | TV                               |